# Kolonia Kuźnia
Kolonia Kuźnia [pronunciación en polaco: /kɔˈlɔɲa ˈkuʑɲa/] es un pueblo en el distrito administrativo de Gmina Jastrząb, dentro del Distrito de Szydłowiec, Voivodato de Mazovia, en el centro-este de Polonia. Se encuentra aproximadamente 4 kilómetros al norte de Jastrząb, 9 kilómetros al noreste de Szydłowiec, y 104 kilómetros al sur de Varsovia.